# RHB HG 1/2
Als HG 1/2 werden die vier Zahnrad-Dampflokomotiven bezeichnet, die für die Rorschach-Heiden-Bergbahn (RHB) gebaut wurden. Zur Betriebseröffnung am 6. September 1875 lieferte die Werkstätte von Niklaus Riggenbach in Aarau drei Lokomotiven. Die ersten drei Lokomotiven waren anfänglich reine Zahnradlokomotiven, erhielten aber 1877 einen Adhäsions-Hilfsantrieb. Eine vierte Lokomotive mit leicht geänderter Bauform wurde von der Schweizerischen Lokomotiv- und Maschinenfabrik in Winterthur im Jahr 1900 geliefert. Die Lokomotiven erhielten die Betriebsnummer 1–4 und waren vor 1922 mit H bezeichnet.
Infolge der Elektrifizierung der Strecke im Jahr 1930 wurden sofort zwei Maschinen ausrangiert, während die beiden verbliebenen noch bis 1949 als Reserve behalten wurden. Alle vier Maschinen wurden nach der Ausrangierung verschrottet. Die heute noch bei der RHB vorhandene Dampflokomotive H 2/2 Nr. 3 "Rosa" ist die ehemalige Werkslokomotive der Maschinenfabrik Rüti.

## Technisches

### Nummer 1–3
Die Lokomotiven besassen eine Steuerung nach Stephenson mit oberer Steuerwelle und senkrechter Schraubenumstellung.
Die Lokomotiven besassen einen Innenrahmen. Dieser stützte sich über Blattfedern auf den beiden Laufachsen ab. Zwischen diesen Achsen befand sich ungefähr im Schwerpunkt der Maschine die Antriebsachse, auf der sich nur das Antriebszahnrad befand. Anfänglich waren die Zähne des Antriebszahnrades als Hartholzkämme ausgeführt. Auf beiden Seiten des Antriebszahnrades waren zwei Übertragungszahnräder angeschraubt, in die die Zahnräder der Kurbelwelle griffen. Das Übersetzungsverhältnis zwischen diesen Zahnrädern war 1:2,4 (Durchmesser 900/356 mm, 50 mm Teilung, 56/23 Zähne). Die Zwillings-Antriebsmaschine wirkte aussen auf der Kurbelwelle auf die als Rad ausgebildete Kurbel mit Gegengewicht, die zugleich Bremsscheibe für die Bandbremse war. Der Kreuzkopf war zweischienig geführt. Die Zylinder waren überhängend vor der vorderen Laufachse angeordnet und besassen keine nach vorne durchgeführten Kolbenstangen.
Der Kessel war waagerecht auf dem Lokomotivrahmen montiert und besass einen Dampfdom. Der Wasserstandsanzeiger war seitlich in der Kesselmitte angeordnet. Auf dem Dampfdom befand sich das Federwaagen-Sicherheitsventil, im Innern war der Drehventilregulator untergebracht. Dieser wurde mittels Griffrad und dreigängiger Spindel betätigt. Der Kamin besass einen klappbaren Aufsatz.
Die Lokomotiven besassen neben der Bandbremse auch eine Gegendruckbremse des Systems Riggenbach sowie eine bei Geschwindigkeitsüberschreitung automatisch wirkende Dampfbremse. Auf das hintere Laufrad wirkte eine vierklötzige Klotzbremse und auf den Zug eine Dampfbremse der Bauart Klose.
Nach einem Unfall der ARB im Jahr 1885 wurde ab 1886 ein unabhängiges bzw. zweites (Brems)-Zahnrad vorgeschrieben. Dieses wurde auf einer eigenen Achse befestigt, die hinter der hinteren Laufachse eingebaut wurde. Deswegen musste der damals dort befindliche Wasserkasten seitlich neben den Kessel verschoben werden.
Um nicht von einer anderen Dampflokomotive in den Bahnhof Rorschach verschoben werden zu müssen, wurde 1877 ein Adhäsionshilfsantrieb eingebaut. Dieser wirkte auf die vordere Laufachse und war kuppelbar ausgeführt. Die Betätigung der Kupplung erfolgte mittels Dampf.
Die Lokomotiven erhielten zwischen 1902 und 1903 einen neuen Kessel, welcher demjenigen der im Jahr 1900 gelieferten Nummer 4 entsprach. Durch den erhöhten Dampfdruck konnten auch die Zylinder vergrössert werden.

### Nummer 4
Die 1900 gelieferte Dampflokomotive unterschied sich in vielen Details von den ersten drei, obwohl sich die Hauptabmessungen nicht gross geändert hatten. So befand sich hier das Bremszahnrad auf der hinteren Laufachse.
Beim Kessel wurden die in der Zwischenzeit von der Industrie gemachten Erfahrungen umgesetzt und der Kesseldruck konnte von 10 auf 12 Atm. erhöht werden. Einen baugleichen Kessel als Ersatzkessel erhielten auch die drei alten Lokomotiven zwischen 1902 und 1903. Die ersten drei Lokomotiven wurden 1910 umgebaut und in vielen Details an die Nummer 4 angepasst.
Der Adhäsionshilfsantrieb wurde auch anders gelöst: er bestand nun aus einem eigenen kleinen Triebwerk, das auf die erste Achse wirkte, dessen Kupplung auf der Blindwelle mit Dampf ein- und ausgekuppelt werden konnte. Der Antrieb konnte über ein eigenes Dampfventil angelassen werden, während die Umsteuerung mit dem des Zahnradtriebwerkes verbunden war, welches im Adhäsionsbetrieb mitlief. Wegen dieses Hilfsantriebs bekam die Maschine im Jahr 1922 die Bezeichnung HG 1/2
Die Vorstelllast der Nummer 4 betrug 55 Tonnen.

### Nummertabelle
| Nummer | Baujahr | Hersteller | Fabriknummer | Umbau     | 2. Kessel | Ausrangiert |
| ------ | ------- | ---------- | ------------ | --------- | --------- | ----------- |
| 1      | 1875    | Aarau      | 6            | 1886/1910 | 1903      | 1949        |
| 2      | 1875    | Aarau      | 7            | 1887/1910 | 1902      | 1930        |
| 3      | 1875    | Aarau      | 8            | 1887/1910 | 1903      | 1930        |
| 4      | 1900    | SLM        | 1287         | -         | -         | 1949        |